# Anwarul Chowdhury
Pour les articles homonymes, voir Chowdhury.
Anwarul Chowdhury est un diplomate du Bangladesh né en 1943 à Dhaka. Il est le Haut Représentant pour les pays les moins avancés, les pays en développement sans littoral et les petits États insulaires en développement depuis 2002. Il est aussi membre du Cabinet du secrétaire général des Nations unies.
Anwarul Chowdhury est titulaire d’une maîtrise de l'Université de Dhaka en histoire contemporaine et de relations internationales.
Dans l'organisation des Nations unies, Anwarul Chowdhury a été Représentant permanent du Bangladesh, Président du Conseil de sécurité des Nations unies, Président du Conseil d'administration de l'Unicef et Coordonnateur pour les PMA.
Il est membre du comité de  parrainage de la Coordination internationale pour la décennie de la culture de non-violence et de paix.